# Coaxithi
Coaxithi är en ort i Mexiko.   Den ligger i kommunen Zimapán och delstaten Hidalgo, i den sydöstra delen av landet, 140 km norr om huvudstaden Mexico City. Coaxithi ligger 1 919 meter över havet och antalet invånare är 136.
Terrängen runt Coaxithi är varierad. Runt Coaxithi är det ganska tätbefolkat, med 116 invånare per kvadratkilometer. Närmaste större samhälle är Zimapan, 8,8 km nordväst om Coaxithi. I omgivningarna runt Coaxithi växer huvudsakligen savannskog.